# 聖麥克達拉島
聖麥克達拉島是愛爾蘭的島嶼，位於大西洋海域，由戈爾韋郡負責管轄，長1.5公里，面積0.25平方公里，最高點海拔高度27米，島上無人居住。